# Jimmy Snuka
Ne pas confondre avec son fils Jimmy Snuka, Jr..
Pour les articles homonymes, voir Reiher.
Jimmy « Superfly » Snuka, de son vrai nom James William Reiher (né le 18 mai 1943 et mort le 15 janvier 2017), est un catcheur (lutteur professionnel) fidjien. Il est surtout connu pour son travail à la World Wrestling Federation. 
Snuka a catché pour plusieurs fédération durant les années 1970 et 1980. Surtout connu pour sa carrière à la World Wrestling Federation durant les années 1980, étant le premier champion du Monde Poids-Lourds de la ECW et ayant introduit le style de catch aérien à la World Wrestling Federation.

## Jeunesse
Reiher est le fils de Charles Wimbledon Benjamin Thomas et de Louisa Vitu Smith. Sa mère épouse Bernard Reiher quand elle est enceinte de quatre mois. Il pratique le culturisme alors qu'il vit à Hawaï.

## Carrière

### Début de carrière
Alors qu'il s'entraine au gymnase de Dean Ho (en), Reiher fait la connaissance de plusieurs catcheurs. Il s'entraîne auprès d'eux et commence sa carrière 1969 à Hawaï sous le nom de Jimmy Kealoha.
Il part ensuite sur le continent américain et se fait un nom en Oregon à la Pacific Northwest Wrestling. C'est dans ce territoire de la National Wrestling Alliance (NWA) qu'il connait le succès en devenant champion poids-lourds de la NWA Pacific Northwest à six reprises entre le 13 novembre 1973 et le 1er août 1977 et six fois champion par équipe de cette fédération avec Dutch Savage,. Au sein de cette fédération, il a comme rival Bull Ramos, Buddy Rose ou encore Jesse Ventura. Il fait aussi un bref passage à la Northwest Wrestling Promotions, une fédération canadienne basée en Colombie-Britannique affilié à la NWA, où il est avec Don Leo Jonathan champion par équipe du Canada de la NWA (version Vancouver) du 12 avril au 17 mai 1976.

### World Wrestling Federation (1982-1985)
En janvier 1982, Snuka entre à la World Wrestling Federation avec comme manager Captain Lou Albano. Snuka perd plusieurs match pour le titre WWF Champion face à Bob Backlund ; le match le plus important est le match en cage au Madison Square Garden du 28 juin 1982 où Snuka sauta du haut de la cage, Don Muraco réussit à sortir de la cage et remporta conserva son titre. Ce match fut élu Match of the Year par Pro Wrestling Illustrated. Afin de passer du côté des gentils, Albano attaqua Snuka avec l'aide de "Classy" Freddie Blassie un nouveau arrivant à la WWF. Devenant un babyface, il prit comme manager "Nature Boy" Buddy Rogers, et ils commencèrent une série de matchs en équipe ou en solo contre Ray Stevens et Albano. Snuka devient alors une superstar à la WWF.
En 1983, Snuka part en guerre contre Don "The Rock" Muraco, Muraco est alors le champion Intercontinental et Snuka veut ce titre. Le 10 mai 1983, Snuka devient suspect dans la mort de sa petite amie Nancy Argentino. Elle est retrouvée avec une fracture, les résultats de l'enquête concluent à un accident. Après plusieurs mois, le 17 octobre de cette même année, Snuka revient dans un steel cage match au Madison Square Garden, face au champion Intercontinental "Magnificent" Don Muraco. Snuka perd le match, mais saute du haut de la cage haute de 15 pieds.

### American Wrestling Association (1986-1989)
Après un passage dans le monde de la drogue et de l'alcool, Snuka revient à la American Wrestling Association (AWA) pour remplacer Jerry Blackwell comme partenaire de Greg Gagne dans des matches en équipe contre Bruiser Brody et Nord the Barbarian à WrestleRock 86. Snuka passe son temps entre la AWA et le Japon entre 1986 et 1987. Sa plus grande histoire à la AWA est contre Col. DeBeers, qui refusait de se battre contre Snuka parce qu'il n'était pas de sa race.

### World Wrestling Federation (1989-1992)
Comme la plupart des vétérans, il revient à la WWF à WrestleMania V en avril de l'année 1989 pour venir en aide à de jeune superstar comme Curt Hennig et Rick Rude. En 1991, il rencontre The Undertaker. The Undertaker remporte alors son match face à lui au WrestleMania VII.

### Eastern Championship Wrestling (1992-1994)
En 1992, il quitte la WWF, Snuka rejoint la fédération de Tod Gordon, Eastern Championship Wrestling (ECW), cette fédération a des catcheurs comme Don Muraco et Terry Funk. Snuka devient le premier ECW Heavyweight Champion. La ECW est repris par Paul Heyman, qui la rebaptise en Extreme Championship Wrestling.

### Semi-retraite (1996-2013)

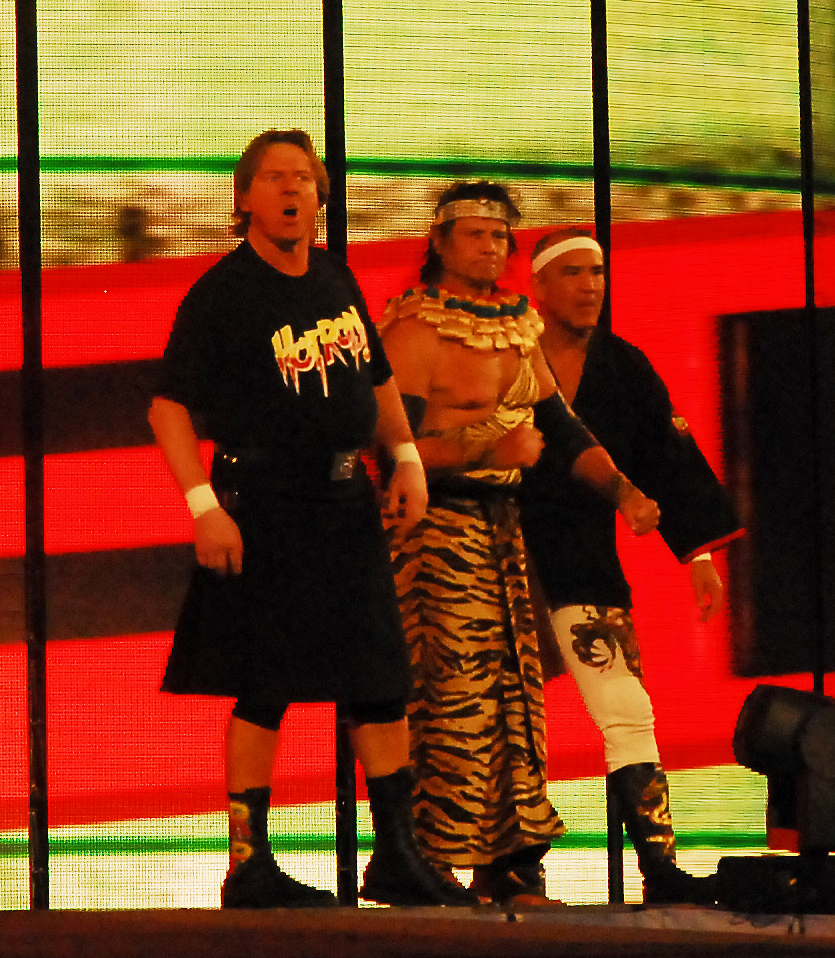
Snuka avec Ricky Steamboat et Roddy Piper avant leur match contre Chris Jericho à WrestleMania XXV.

Il est introduit au Hall of Fame de la WWF en 1996. Il continue cependant à catcher dans le circuit indépendant de la côté est. Durant la fin des années 1990, Snuka fait diverses apparition dans les grandes fédérations, comme la World Wrestling Federation et la World Championship Wrestling. Aux Survivor Series 1996 et au WCW Monday Nitro durant l'année 1999, à l'âge de 56 ans, il porte à Jeff Jarrett un Superfly Splash du haut d'une cage d'acier. Snuka participe au premier épisode de la XWF TV tapings, accompagné par son fils Jimmy Snuka, Jr..
En 2005, il revient à la WWE et porte un Superfly Splash sur Rob Conway. Il prend part à Taboo Tuesday pay-per-view, où les fans ont voté pour lui (face à Kamala et Jim Duggan) pour faire équipe avec Eugene contre Rob Conway et Tyson Tomko. Snuka remporte le match, portant le tombé sur Conway après un superfly splash. Le 24 juin 2007, Jimmy Snuka est de retour pour faire équipe avec Sgt. Slaughter à Vengeance. Son fils lui porte le tombé, et donne la victoire à son équipe Deuce 'N Domino afin de conserver le titre WWE Tag Team Championship. Le 27 janvier 2008, Snuka fait une apparition au Royal Rumble. Il est éliminé par Kane. Lors de Wrestlemania XXV, il a comme coéquipier Roddy "Rowdy" Piper et Ricky "The Dragon" Steamboat pour affronter Chris Jericho. Ils perdent face à Chris Jericho. Le 15 novembre 2010, il est apparu lors de l'épisode spécial « Old School » de Raw en compagnie des Usos et de sa fille Tamina.

### Retraite (2013)
Le 10 mai 2013, Jimmy Snuka annonce officiellement sa retraite.

## Mort
Il meurt le 15 janvier 2017 à l'âge de 73 ans d'un cancer de l'estomac.

## Palmarès
- All Japan Pro Wrestling
  - Tournoi World's Strongest Tag Team League 1981 avec Bruiser Brody

- Continental Wrestling Association
  - 1 fois CWA International Tag Team Champion avec JT Southern

- Eastern Championship Wrestling
  - 2 fois NWA ECW Heavyweight Champion
  - 1 fois NWA ECW Television Champion

- Georgia Championship Wrestling
  - 1 fois NWA National Tag Team Champion avec Terry Gordy

- International Wrestling Superstars
  - 1 fois IWS United States Champion

- Mid-Atlantic Championship Wrestling
  - 1 fois NWA United States Heavyweight Champion (Mid-Atlantic version)
  - 2 fois NWA World Tag Team Champion (Mid-Atlantic version) avec Paul Orndorff (1) et Ray Stevens (1)

- National Championship Wrestling
  - 1 fois Champion par équipes de la NCW avec Johnny Gunn

- National Wrestling Federation
  - 1 fois Champion Poids-Lourds de la NWF (dernier)

- National Wrestling League
  - 1 fois Champion Poids-Lourds de la NWL

- Northeast Wrestling
  - 1 fois Champion Poids-Lourds de la NEW

- NWA All-Star Wrestling
  - 1 fois NWA Canadian Tag Team Champion (Vancouver version) avec Don Leo Jonathan

- NWA Big Time Wrestling
  - 1 fois NWA Texas Heavyweight Champion
  - 1 fois NWA Texas Tag Team Champion avec Gino Hernandez

- Pacific Northwest Wrestling
  - 5 fois NWA Pacific Northwest Heavyweight Champion
  - 6 fois NWA Pacific Northwest Tag Team Champion avec Dutch Savage

- Universal Superstars of America
  - 2 fois Champion Poids-Lourds de la USA

- USA Pro Wrestling
  - 1 fois USA Pro Heavyweight Champion

- World Wide Wrestling Alliance
  - 1 fois Champion Poids-Lourds de la WWWA
  - 1 fois Champion Intercontinental de la WWWA

- Autres titres
  - 1 fois Tri-State Heavyweight Champion
  - 1 fois SXA United States of America Champion

## Récompenses des magazines, distinctions etHall of Fame
- Cauliflower Alley Club
  - Reçoit un prix pour l'ensemble de sa carrière en 1996[10]

- New England Pro Wrestling Hall of Fame
  - Membre du Hall of Fame depuis 2010[11]

- Pro Wrestling Illustrated
  - Équipe de l'année (1980) avec Ray Stevens[12]
  - Match de l'année 1982 contre Bob Backlund dans un match en cage le 28 juin[12]
  - Catcheur le plus populaire de l'année 1983[12]

| Année | 1991 | 1992 | 1993 | 1994 | 1995 | 1996 | 1997 | 1998 | 1999 |
| ----- | ---- | ---- | ---- | ---- | ---- | ---- | ---- | ---- | ---- |
| Rang  | 106  | 97   | 75   | 120  | 149  | 185  | 266  | 297  | 310  |

- Professional Wrestling Hall of Fame
  - Classe 2012

- World Wrestling Federation
  - Hall of Famer de la WWF depuis 1996 (suspendu en 2015)

- Wrestling Observer Newsletter awards
  - Tag Team of the Year (1981) avec Terry Gordy[14]
  - Best Flying Wrestler (1981)
  - Best Wrestling Maneuver (1981, 1983) pour le Superfly Splash[15]

## Vie privée
- Sa fille Sarona Reiher travaille actuellement à la WWE sous le nom de Tamina Snuka.
- Son fils adoptif James Jr. est également catcheur, connu pour son travail à la WWE sous le nom de Deuce ou encore Sim Snuka.

### Mort de Nancy Argentino
Au début des années 1980, Snuka trompe sa femme avec Nancy Argentino. Le 18 janvier 1983, une dispute entre les deux amants éclate dans une chambre d'hôtel de Salina, New York. La police intervient et le procureur poursuit Snuka pour violence au second et troisième degré. Il plaide coupable pour harcèlement et le procureur abandonne les autres charges. Le 10 mai, Snuka lutte à Allentown puis dans la nuit une ambulance amène Argentino à l'hôpital où elle meurt le lendemain matin. L'autopsie révèle une fracture au visage et attribue la cause à un traumatisme crânien. Au cours de l'enquête, le catcheur déclare à la police que sa maîtresse a fait une chute en allant à la salle et que c'est la cause de ses blessures au visage. Cependant, le procureur décide de ne pas le poursuivre. Ce n'est pas le cas de la famille de la victime qui le poursuit au civil et obtient en 1985 la condamnation de Snuka à verser 500 000 dollars aux plaignants.